# نونیوامید
نونیوامید (به انگلیسی: Nonivamide) یک ترکیب شیمیایی با شناسه پاب‌کم ۲۹۹۸ است. که جرم مولی آن 293.40118 g/mol می‌باشد. 